# Cohors I Ulpia sagittariorum

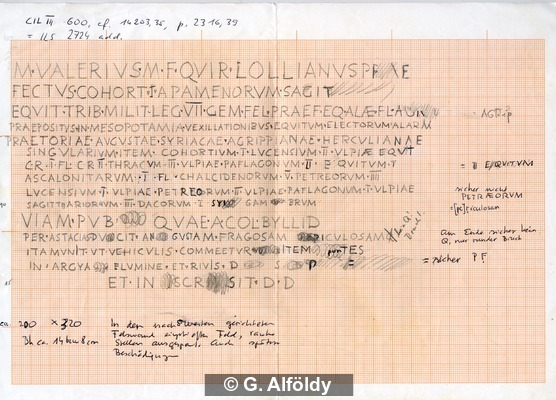
Eine Zeichnung der Inschrift, angefertigt durch Géza Alföldy

Die Cohors I Ulpia sagittariorum (oder sagittaria) [civium Romanorum] [equitata] (deutsch 1. Kohorte die Ulpische der Bogenschützen [der römischen Bürger] [teilberitten]) war eine römische Auxiliareinheit. Sie ist durch Militärdiplome und eine Inschrift belegt.

## Namensbestandteile
- Cohors: Die Kohorte war eine Infanterieeinheit der Auxiliartruppen in der römischen Armee.

- I: Die römische Zahl steht für die Ordnungszahl die erste (lateinisch prima). Daher wird der Name dieser Militäreinheit als Cohors prima .. ausgesprochen.

- Ulpia: die Ulpische. Die Ehrenbezeichnung bezieht sich auf Kaiser Trajan, dessen vollständiger Name Marcus Ulpius Traianus lautet.

- sagittariorum oder sagittaria: der Bogenschützen. Da eine ethnische Bezeichnung der Kohorte fehlt, waren die Soldaten bei Aufstellung der Einheit vermutlich unterschiedlicher Herkunft. Sie hatten möglicherweise zuvor schon in anderen Einheiten gedient.[1][A 1]

- civium Romanorum: der römischen Bürger. Den Soldaten der Einheit war das römische Bürgerrecht zu einem bestimmten Zeitpunkt verliehen worden. Für Soldaten, die nach diesem Zeitpunkt in die Einheit aufgenommen wurden, galt dies aber nicht. Sie erhielten das römische Bürgerrecht erst mit ihrem ehrenvollen Abschied (Honesta missio) nach 25 Dienstjahren. Der Zusatz kommt in den Militärdiplomen von 129 vor.

- equitata: teilberitten. Die Einheit war ein gemischter Verband aus Infanterie und Kavallerie.[A 2]

Da es keine Hinweise auf den Namenszusatz milliaria (1000 Mann) gibt, war die Einheit eine Cohors quingenaria equitata. Die Sollstärke der Kohorte lag bei 600 Mann (480 Mann Infanterie und 120 Reiter), bestehend aus 6 Centurien Infanterie mit jeweils 80 Mann sowie 4 Turmae Kavallerie mit jeweils 30 Reitern.

## Geschichte
Die Kohorte war in der Provinz Syria stationiert. Sie ist auf Militärdiplomen für die Jahre 129 bis 153 n. Chr. aufgeführt.
Die Einheit wurde unter Trajan (98–117) aufgestellt, entweder in seinen ersten Regierungsjahren vor 104 oder aber während der Vorbereitung für den Partherkrieg. Die Auszeichnung civium Romanorum erhielt sie vermutlich während des Partherkriegs. Der erste Nachweis der Einheit in der Provinz Syria beruht auf Diplomen, die auf das Jahr 129 datiert sind. In den Diplomen wird die Kohorte als Teil der Truppen (siehe Römische Streitkräfte in Syria) aufgeführt, die in der Provinz stationiert waren. Ein weiteres Diplom, das auf 153 datiert ist, belegt die Einheit in derselben Provinz.
Eine Vexillation der Kohorte nahm am Partherkrieg des Lucius Verus (161–166) teil. Sie wird in einer Inschrift als Teil der Einheiten aufgelistet, die unter der Leitung von Marcus Valerius Lollianus standen.

## Standorte
Standorte der Kohorte sind nicht bekannt.

## Angehörige der Kohorte
Angehörige der Kohorte sind nicht bekannt.